# Plastiscines
Plastiscines es una banda francesa de indie pop y garage rock, creada en el 2004. Está integrada por Katty Besnard, Louise Basilien y Anaïs Vandevyvere.

## Formación y descubrimiento
Se creó en el año 2004, luego de que Katty, Marine y Tavitian (antiguas integrantes) fueran juntas a la escuela en Saint-Cyr-l'École, conocieron a Louise, originalmente un arpista, en un concierto de la banda inglesa The Libertines. Su talento fue tempranamente descubierto por Maxime Schmitt, productor de la banda alemana Kraftwerk, y firmaron contrato con EMI para el sello Virgin Records Francia en octubre del 2006. 
Sumado a The Libertines, las influencias de la banda incluyen a The White Stripes, The Strokes y de tiempos anteriores, The Kinks y Blondie.
Su nombre deriva de la frase "plasticine porters with looking glass ties" (porteros de plastilina) en la canción de The Beatles, "Lucy in the Sky with Diamonds".
Louise Besilien ha remarcado que ella aprendió rock and roll a través de sus padres, Internet y los libros: "La generación anterior no pudo aprender rock 'n' roll porque las tiendas eran basura". Como consecuencia, la escena del rock francés en 2006 - 2007 fue vista por muchos como fresca y excitante, incluso a pesar del requerimiento de que el 40 por ciento de las canciones transmitidas en la radio en Francia debían estar en francés, continuado por las bandas que querían tocar en inglés (el cual, por sus orígenes americanos y dominio británico en la década de 1960, fue siempre el lenguaje del rock 'n' roll).
En febrero de 2011, la guitarrista Marine Neuilly dejó el grupo para descubrir nuevos horizontes musicales.

## Apariciones en TV
La banda apareció en un capítulo de la serie norteamericana Gossip Girl, en el cual ellas aparecían tocando en una fiesta de la alta sociedad de Manhattan. El capítulo "They Shoot Humphreys, Don't They?" (Episodio nueve de la tercera temporada) contó con su presentación para las canciones "Bitch", "Barcelona" y "I Am Down", de su álbum About Love.

## Álbumes

### Les Bébés Rockers
Plastiscines es una de las muchas bandas adolescentes parisinas, a las cuales se les refiere como "les bébés rockers". Una compilación con música de varios de ellos llamada Paris Calling, fue lanzada en Francia en junio del 2006. El mismo contenía las primeras canciones de estudio de Plastiscines, "Shake (Twist Around the Fire)" y "Rake".
Entre los presentes en su lanzamiento estaban el ministro Francés de Cultura, Renaud Donnedieu de Vabres, y el cantante de Babyshambles, Peter Doherty.

### LP1
El primer álbum de la banda, LP1, fue lanzado el 12 de febrero de 2007. Era una mezcla eléctrica de 13 canciones notablemente cortas (ninguna era de más de tres minutos y algunas no más de dos), incluyendo su primer sencillo, "Loser", y otras dos canciones que aparecieron en Paris Calling.
Lista de canciones:
01. Alchimie - 1:29
02. Loser - 2:18
03. Shake (Twist Around the Fire) - 1:58
04. Mister Driver - 2:15
05. La Règle Du Jeu - 2:51
06. (Zazie Fait De La) Bicyclette - 2:22
07. No Way - 1:58
08. Pop In, Pop Out! - 1:10
09. Rake - 1:53
10. Tu As Tout Prévu - 2:38
11. Human Rights - 1:58
12. Lost In Translation - 1:48
13. Under Control - 1:52.

### About Love
Su segundo álbum, About Love, fue lanzado el 21 de junio de 2009 por NYLON Records. Un EP con tres canciones de este álbum fue lanzado dos meses antes, el 21 de abril, con las canciones "Barcelona", "You're No Good" y "I Could Rob You".
Lista de canciones:
01. I Could Rob You - 3:26
02. Barcelona - 3:21
03. Bitch - 3:06
04. Camera - 2:25
05. From Friends to Lovers - 2:56
06. Time to Leave - 3:51
07. I Am Down - 4:11
08. Another Kiss - 2:54
09. Pas Avec Toi - 2:58
10. Runnaway - 3:43
11. You’re No Good - 3:04
12. Coney Island - 3:26

### Back to the Start
En 2012, Plastiscines fueron a Brasil para dar conciertos. Fueron también a China y Singapur. Durante esta gira, las chicas tocaron nuevas canciones: "Ooh La La" y "Feel Loved".
En 2013, Plastiscines lanzaron tres canciones; "Coming to Get You", "Ohh La La" y "Comment Faire", las cuales formaban parte de su nuevo álbum el cual estaba se pensaba lanzar finales de 2013, pero fue pospuesto para abril de 2014.
También fue develado el nombre del álbum junto a la portada y la lista de canciones del mismo, se titula Back to the Start.
Lista de canciones:
1 - COMMENT FAIRE
2 - OOH LA LA
3 - BLUE JEANS
4 - COMING TO GET YOU
5 - COME CLOSER
6 - IN MY ROOM
7 - BACK TO THE START
8 - UPSIDE DOWN
9 - SEXY BOY
10 - LOVE GAME
11 - HANDS IN HANDS
12 - TONIGHT IN LONDON

### The Rock Cover EP
Plastiscines anunció en Twitter que estaban trabajando en "#SecretProject", el cual el 20 de enero, finalmente anunciaron que sería un EP de cinco canciones, pronto a estrenarse el 3 de febrero. 
El EP (Así como se titula), es un recopilatorio de cinco covers. Entre ellos "Blue Jeans" de Lana Del Rey. 
El 27 de enero se dio a conocer el primer extracto del EP, titulado "Sexy Boy" en Soundcloud.
Lista de canciones:
- Blue Jeans (versión de Lana del Rey)
- Sexy Boy (versión de Air)
- Murder on the Dancefloor (versión de Sophie Ellis-Bextor)
- C'est La Ouate (versión de Caroline Loeb)
- Wake Me Up Before You Go-Go (versión de Wham!)
Semanas después se lanzó a la venta una edición especial del EP con 5 canciones más. "Bad Girls" (versión de M.I.A.), "When You Were Mine" (versión de Prince), "Keep Me Hangin' On" (versión de The Supremes), "Ooh La La" y "In My Room" (últimas dos pertenecientes a su nuevo álbum)